# Gymnasium Hummelsbüttel
Das Gymnasium Hummelsbüttel ist ein 1972 gegründetes Gymnasium im Hamburger Stadtteil Hummelsbüttel.

## Geschichte
Das Gymnasium wurde 1972 gegründet. Zuerst befand sich das Gymnasium am Standort Müssenredder in Poppenbüttel, wo heute noch das Carl-von-Ossietzky-Gymnasium ansässig ist. 1973 wurde der Bebauungsplan für einen gemeinsam zu errichtenden Neubau eines dreizügigen Gymnasiums sowie einer Volks- und Realschule aufgestellt. Das Grundstück befindet sich im Norden des Stadtteils Hummelsbüttel, westlich der Hummelsbüttler Hauptstraße und südlich vom Poppenbütteler Weg (Ring 3). 1976 erfolgte der Umzug in den dreistöckigen Neubau, einen Serienschulbau vom Typ 68. Dort teilt sich das Gymnasium einige Gebäude und Außenanlagen mit der Schule Grützmühlenweg. Der Einzugsbereich des Gymnasiums umfasst die Stadtteile Hummelsbüttel, Poppenbüttel, Fuhlsbüttel, Langenhorn und Ohlsdorf.
Das Gymnasium Hummelsbüttel ist eine Ganztagsschule. Die Räume werden im Kabinettsystem genutzt. Von 2013 bis 2015 wurden die für die Bauzeit um 1970 in Hamburg typischen Doppel-H-Gebäude des Gymnasiums und der benachbarten Grundschule energetisch saniert, und mit einer neuen hinterlüfteten Fassade ausgestattet, wobei der Waschbeton der alten Fassade abgedeckt wurde. Seit 2014 trägt das Gymnasium Hummelsbüttel den Titel „Umweltschule in Europa / Internationale Agenda 21-Schule“. Am Gymnasium hatten im Schuljahr 2016/17 35 % der Schüler einen Migrationshintergrund, etwas weniger als der Durchschnittswert aller Hamburger Gymnasien, der bei etwa 37 % lag. Das Gymnasium Hummelsbüttel ist Partner von Theater und Schule (tusch), Umweltschule in Europa, Jugend debattiert und dem SV Hummelsbüttel.

## Bekannte Lehrer und Schüler
- Horst Wohlers (* 1935), Künstler (Kunstlehrer am Gymnasium Hummelsbüttel)[7]
- Michael Merz (* 1964), Informatiker und Unternehmer (Abitur am GHB)
- Jörg Pilawa (* 1965), Fernsehmoderator (1985 Abitur am GHB)
- Martin Dreyer (* 1965), Schriftsteller und Theologe (1985 Abitur am GHB)
- Otto Addo (* 1975), Fußballspieler und -trainer
- Maren Derlien (* 1975), Rudersportlerin
- Tim Stoberock (* 1977), SPD-Politiker (1998 Abitur am GHB)